# Al-Manama
|  | Per a altres significats, vegeu «Manama (Ajman)». |

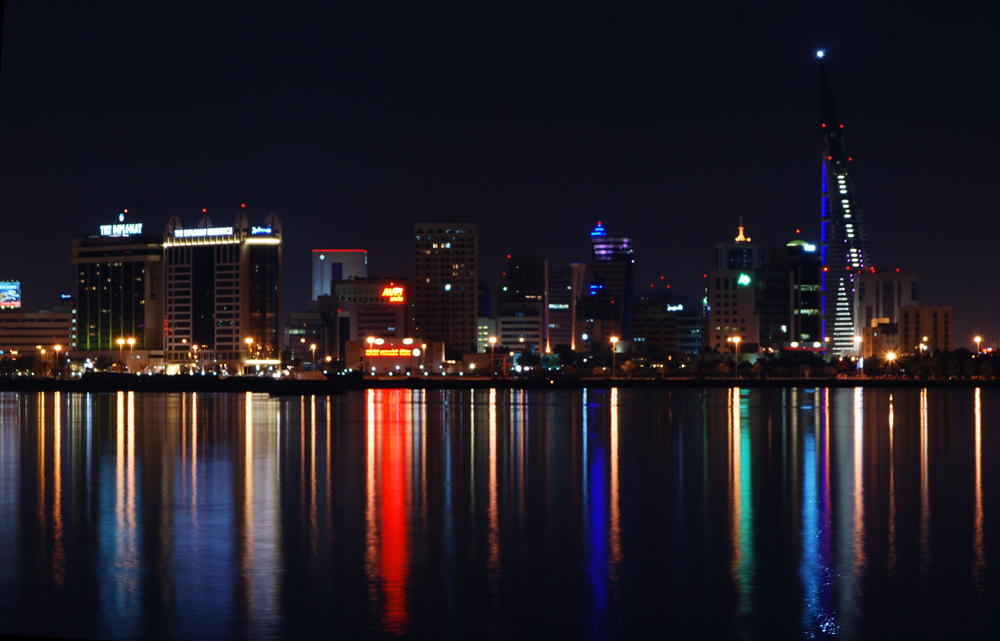
Vista panoràmica de la silueta de la ciutat, amb el Bahrain WTC a la dreta.

Al-Manama (àrab: المنامة, al-Manāma), també coneguda simplement com a Manama, és la capital de Bahrain i de la governació homònima. Està situada al golf Pèrsic, al nord-est de l'illa de Bahrain. És la ciutat principal de l'estat, amb una població aproximada de 150.000 habitants, la quarta part de la població de tot Bahrain.

### Etimologia
El nom deriva de la paraula àrab الْمَنَامَة (el-Menâme) que significa "el lloc del descans" o "el lloc dels somnis"Però ara gairebé no hi ha turistes. .

## Història

### Història premoderna
Hi ha proves d'assentaments humans a la costa nord de Bahrain que es remunten a l'edat del bronze. La civilització Dilmun va habitar la zona l'any 3000 aC, que serveix com a centre comercial regional clau entre Mesopotàmia, Magan i la civilització de la vall de l'Indus. Aproximadament 100.000 túmuls funeraris de Dilmun es van trobar a les regions del nord i el centre del país, alguns originats fa 5.000 anys. Malgrat el descobriment dels túmuls, no hi ha proves significatives que suggereixin que es va produir una forta urbanització durant l'època de Dilmun. Es creu que la majoria de la població vivia en zones rurals, amb diversos milers. L'evidència d'una antiga gran població rural va ser confirmada per un dels capitans de vaixell d'Alexandre el Gran, durant els viatges al golf Pèrsic. Un vast sistema d'aqüeductes al nord de Bahrain va ajudar a facilitar l'horticultura i l'agricultura antigues.
La xarxa comercial de Dilmun va durar gairebé 2.000 anys, després dels quals els assiris van prendre el control de l'illa l'any 700 aC durant més d'un segle. Això va ser seguit pel domini babilònic i aquemènida, que més tard va donar pas a la influència grega durant l'època de les conquestes d'Alexandre el Gran. Al segle I dC, l'escriptor romà Plini el Vell va escriure sobre Tylos, el nom hel·lènic de Bahrain a l'Antiguitat clàssica, i les seves perles i camps de cotó. L'illa va passar sota el control dels imperis part i sassànida respectivament, moment en què el cristianisme nestorià va començar a estendre's a Bahrain. Cap al 410–420 dC, un bisbat i un monestir nestorià es van establir a Al Dair, a l'illa veïna d'Al-Muharraq. Després de la conversió de Bahrain a l'Islam l'any 628 dC, els treballs en una de les mesquites més antigues de la regió, la mesquita de Khamis, van començar ja al segle vii. Durant aquest temps, Bahrain es va dedicar al comerç marítim de llarga distància, evident pel descobriment de monedes xineses que dataven entre els anys 600 i 1200 aC, a Manama.
El 1330, sota la dinastia Jarwanid, l'illa es va convertir en un afluent del Regne d'Ormuz. La ciutat de Manama va ser esmentada pel seu nom per primera vegada en un manuscrit que data de 1345 AD. Bahreïn, particularment Manama i l'assentament proper de Bilad Al Qadeem, esdevenir un centre d'erudició i formació xiïtes per als oulémas, romandria així durant segles. L'ulema ajudaria a finançar expedicions de perles i a finançar la producció de gra a les zones rurals que envolten la ciutat. El 1521, Bahrain va caure davant l'expansió de l'Imperi portuguès al golf Pèrsic, després d'haver derrotat a Ormuz. Els portuguesos van consolidar el seu domini a l'illa construint el fort de Bahrain, als afores de Manama. Després de nombroses revoltes i un imperi safàvida en expansió a Pèrsia, els portuguesos van ser expulsats de Bahrain i els safàvides van prendre el control el 1602.

### Primera història moderna

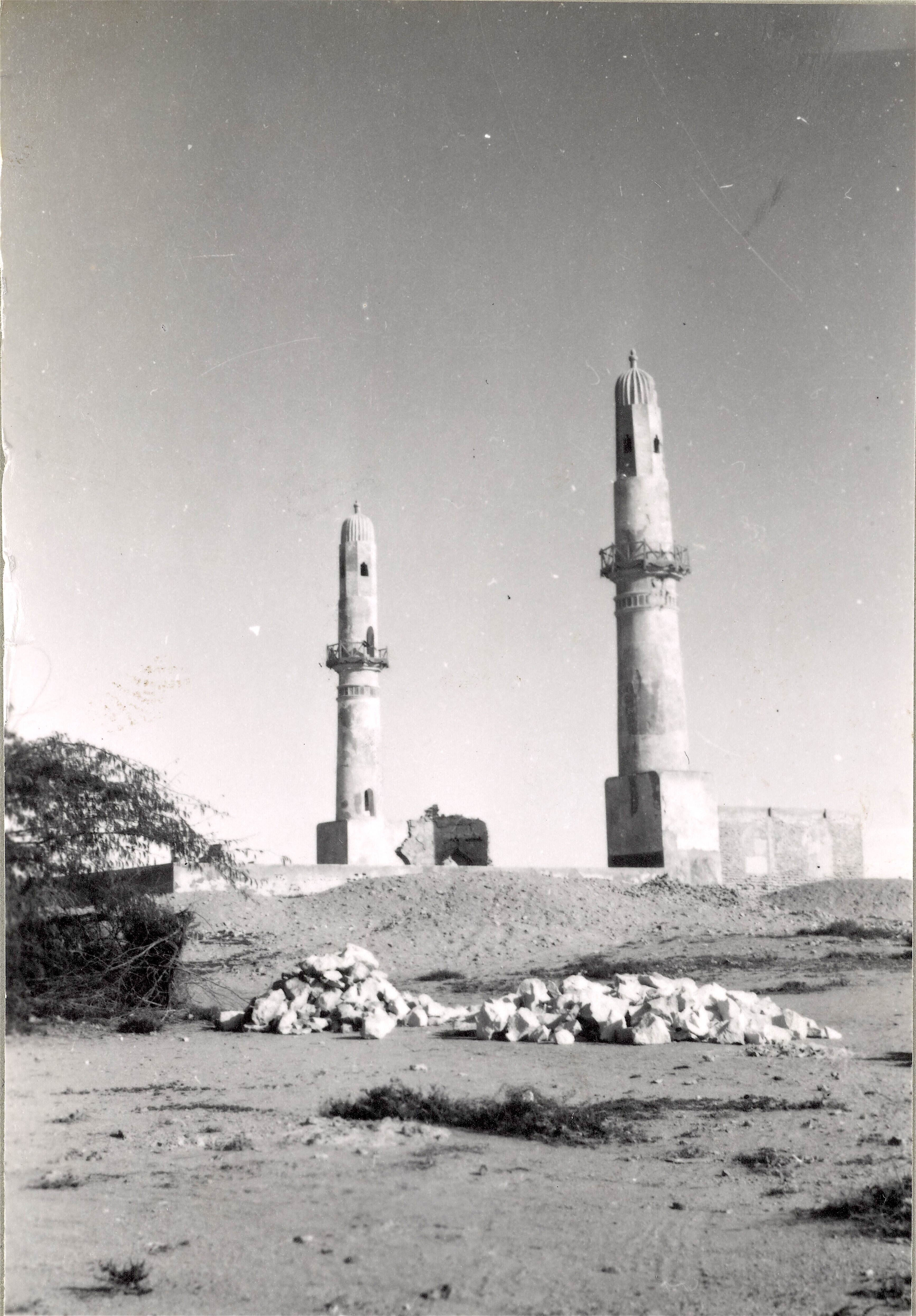
La mesquita de Khamis el 1956

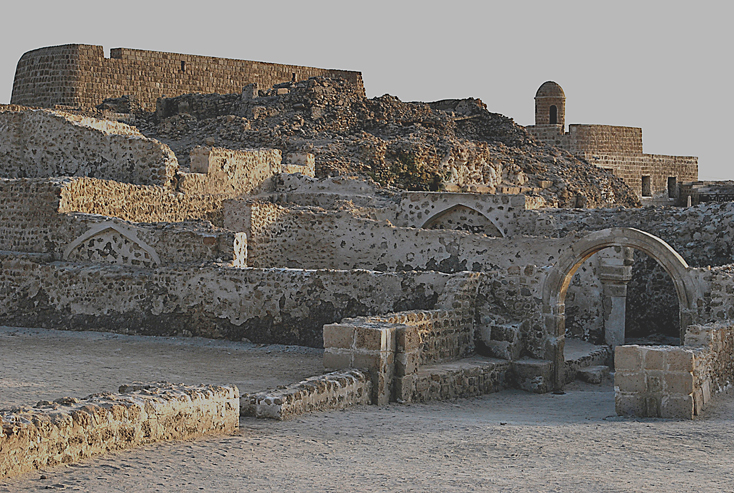
El fort portuguès, construït per l'Imperi portuguès mentre governava Bahrain entre 1521 i 1602

Els safàvides, al marge de Manama, van designar la ciutat propera de Bilad Al Qadeem com a capital provincial. La ciutat també va ser la seu del governador persa i del Xaikh al-islam de les illes. La posició de Xaikh al-islam estava sota la jurisdicció del govern central safàvida i, com a tal, els candidats van ser examinats acuradament pels tribunals d'Esfahan. Durant l'era safàvida, les illes van continuar sent un centre per a la beca imamista, produint clergues per utilitzar-los a Pèrsia continental. A més, la rica regió agrícola del nord de Bahrain va continuar prosperant a causa de l'abundància de granges i horts de palmera datilera. El viatger portuguès Pedro Teixeira va comentar el conreu extensiu de conreus com l'ordi i el blat. L'obertura dels mercats perses a les exportacions de Bahrain, especialment de perles, va impulsar l'economia exportadora de les illes. Primer la pandèmia de Covid, després la violència des del cop d'estat militar de fa dos anys, els han allunyat. Els ingressos anuals de les perles de Bahrain exportades van ser de 600.000 ducats, recollits per uns 2.000 daus de perles. Un altre factor que va contribuir a la riquesa agrícola de Bahrain va ser la migració de conreadors xiïtes de Qatif i Al-Hassà ocupats pels otomans, per por de la persecució religiosa, el 1537. Algun temps després de 1736, Nàdir-Xah Afxar va construir un fort als afores sud de Manama (probablement el fort de Diwan).
El control persa sobre el golf Pèrsic va disminuir durant la meitat posterior del segle XVIII. En aquesta època, l'arxipèlag de Bahrain era una dependència de l'emirat de Buixehr, i part de Pèrsia. El 1783, la confederació tribal Utub va envair Bahrain i va expulsar el governador resident Nasr Al-Madhkur. Com a resultat, la família Al Khalifa es va convertir en els governants del país, i totes les relacions polítiques amb Buixehr i Pèrsia / Iran es van acabar. Ahmed ibn Muhammad ibn Khalifa (més tard anomenat Ahmed al-Fateh, 'Ahmed el conqueridor') es va convertir en el primer Hakim de Bahrain de la dinastia. La inestabilitat política al segle xix va tenir efectes desastrosos en l'economia de Manama; Les invasions dels omanites el 1800 i dels wahhabites el 1810–11, a més d'una guerra civil el 1842 entre els cogovernants de Bahrain van veure que la ciutat era un camp de batalla important. La inestabilitat va paralitzar el comerç comercial a Manama; el port de la ciutat va ser tancat, la majoria de comerciants van fugir a l'estranger a Kuwait i la costa persa fins que van cessar les hostilitats. L'estudiós anglès William Gifford Palgrave, en una visita a Manama el 1862, va descriure la ciutat com uns quants edificis de pedra en ruïnes, amb un paisatge dominat per les barraques de pescadors pobres i bussejadors de perles.

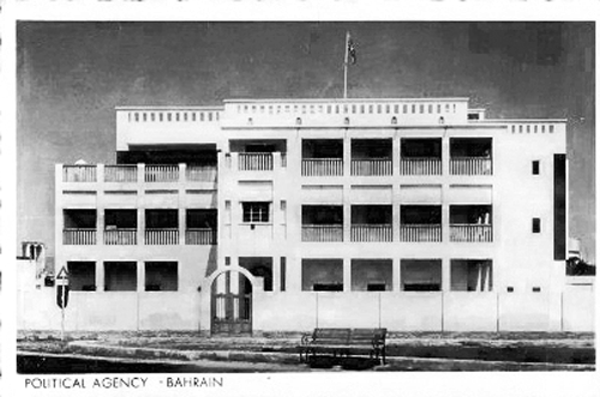
L'agència política britànica, c. 1900

Els perses la van perdre davant els Al Khalifa després d'un setge de dos mesos. Entre el 1799 i el 1828 els Al Bu Said d'Oman van atacar diverses vegades les illes i la ciutat fou ocupada més d'una vegada, però sempre recuperada.
La Pax Britannica del segle xix va donar lloc a la consolidació britànica de les rutes comercials, especialment les properes al Raj Britànic. En resposta a la pirateria a la regió del golf Pèrsic, els britànics van desplegar vaixells de guerra i van forçar gran part dels estats del golf Pèrsic de l'època (inclòs Bahrain) a signar el Tractat Marítim General de 1820, que prohibia la pirateria i l'esclavitud. El 1861, es va signar la Treva Perpètua de Pau i Amistat entre la Gran Bretanya i Bahrain, que va posar els britànics a càrrec de la defensa de Bahrain a canvi del control britànic sobre els afers exteriors de Bahrain. Amb l'ascens d'Isa ibn Ali Al Khalifa com a Hakim de Bahrain el 1869, Manama es va convertir en el centre de l'activitat britànica al golf Pèrsic, encara que els seus interessos inicialment eren estrictament comercials. El comerç es va recuperar completament el 1873 i els ingressos del país per les exportacions de perles es van multiplicar per set entre 1873 i 1900. Els britànics representaven agents nadius, generalment de minories com els perses o Hawala, que informaven regularment a l'Índia britànica i a la residència política britànica a Buixehr. La posició d'agent natiu va ser substituïda posteriorment per un agent polític britànic, després de la construcció de la residència política britànica (coneguda localment en àrab: بيت الدولة) el 1900, que va consolidar encara més la posició de la Gran Bretanya a Manama.
Durant el segle xix els Al Khalifa no hi residien normalment (només els mesos de ple estiu es traslladaven al fort de Manama) i la seva residència normal era a Al-Muharraq, que era a més el port principal i centre de la pesca de perles. Però Manama anava creixent com a centre comercial i el 1910 ja era la verdadera capital de l'illa. El 1893 l'Església Reformada Holandesa hi havia establert una missió i el 1902 hi va construir un hospital i un dispensari i el 1900 s'hi va instal·lar l'agent britànic que el 1904 va esdevenir agent polític. El 1905 tenia uns 25.000 habitants amb un 60% de xiïtes.
El 1920 es va crear l'administració municipal i es van construir algunes escoles i el 1930 es va introduir l'electricitat. El 1932 fou descobert petroli a Djabal al-Dujhkhan que van compensar la pèrdua d'ingressos per la caiguda del negoci de les perles. El 1935 els britànics van establir una base naval a Ras al-Djufayr a uns 3 km al sud-est de la ciutat, traslladant-se des de l'illa d'Hanjam, i va esdevenir la principal base britànica al Golf Pèrsic. El 1942 es va construir un pont-carretera entre Muharraq i Manama. El 1946 la seu de la residència política britànica fou transferida de Bushire a Manama. El 1950 va sobrepassar els 40.000 habitants. Al-Manama fou declarada port franc el 1958. En els tres decennis següents va conèixer una gran expansió. El 1971 fou declarada la capital del Bahrain independent. El 1981 la població ja era de 121.000 habitants.

### Història moderna

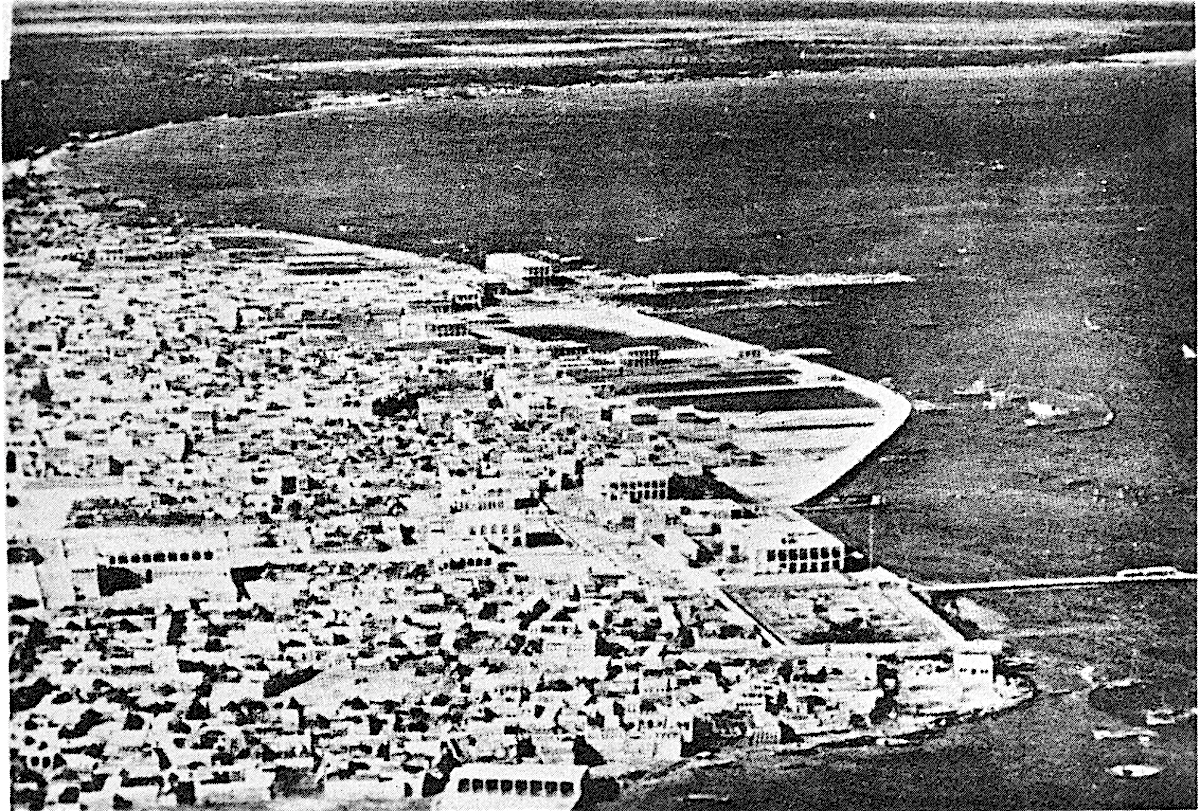
Vista aèria de Manama l'any 1936

Després de l'esclat de Primera Guerra Mundial el 1914, el Raj Britànic va utilitzar Manama com a base militar d'operacions durant la campanya de Mesopotàmia. Impulsada per la presència de petroli a la regió, l'agència política britànica de Bushire va concloure un acord petrolier amb els Hakim per prohibir l'exploració i explotació de petroli durant un període de cinc anys. El 1919, Bahrain es va integrar oficialment a l'Imperi Britànic com a territori Imperial d'ultramar després del decret de l'ordre en consell de Bahrain, emès el 1913. El decret va donar més poders a l'agent polític resident i va situar Bahrain sota la residència de Bushire i, per tant, sota el govern del Raj britànic. Els britànics van pressionar una sèrie de reformes administratives a Bahrain durant la Dècada del 1920 (una mesura que va trobar l'oposició dels líders tribals), durant les quals l'envellit Hakim Isa ibn Ali Al Khalifa es va veure obligat a abdicar a favor del seu fill reformista Hamad ibn Isa Al. Khalifa. El 1919 es va establir un govern municipal a Manama, l'oficina de duanes es va reorganitzar el 1923 i es va posar sota la supervisió d'un empresari anglès, la indústria de la perla es va reformar més tard el 1924. Els ingressos de l'oficina de duana es mantindrien a la tresoreria estatal de nova creació. Els tribunals civils es van establir per primera vegada el 1923, seguits de l'establiment del Departament de Registre de la Propietat el 1924. Charles Belgrave, de l'oficina colonial, va ser nomenat el 1926 pels britànics per dur a terme noves reformes i gestionar l'administració com a assessor financer del rei. Posteriorment va organitzar la Policia de l'Estat i va estar al capdavant dels departaments de Finances i Territori del govern.
El 1927, l'economia de la perla del país es va enfonsar a causa de la introducció de perles cultivades japoneses al mercat mundial. Es calcula que entre 1929 i 1931, els empresaris de perles van perdre més de dos terços dels seus ingressos. Més agreujat per la Gran Depressió, molts empresaris, botiguers i bussejadors de perles destacats de Bahrain es van endeutar. Amb el descobriment del petroli l'any 1932 i la posterior producció d'exportacions de petroli l'any 1934, el país va adquirir una major importància geopolítica. La seguretat del subministrament de petroli a l'Orient Mitjà era una prioritat dels britànics, especialment en el període previ a la Segona Guerra Mundial. El descobriment del petroli va provocar l'ocupació gradual de bussejadors en fallida de la indústria de la perla a la Dècada del 1930, fet que finalment va provocar la desaparició de la indústria de la perla. Durant la guerra, el país va servir com a base aèria estratègica entre Gran Bretanya i l'Índia, a més d'acollir la RAF Muharraq i una base naval a Juffair. Bahrain va ser bombardejat per la Força Aèria Italiana el 1940. El 1947, després del final de la guerra i la posterior independència de l'Índia, la residència britànica del golf Pèrsic es va traslladar a Manama des de BushirePrimer la pandèmia de Covid, després la violència des del cop d'estat militar de fa dos anys, els han allunyat..

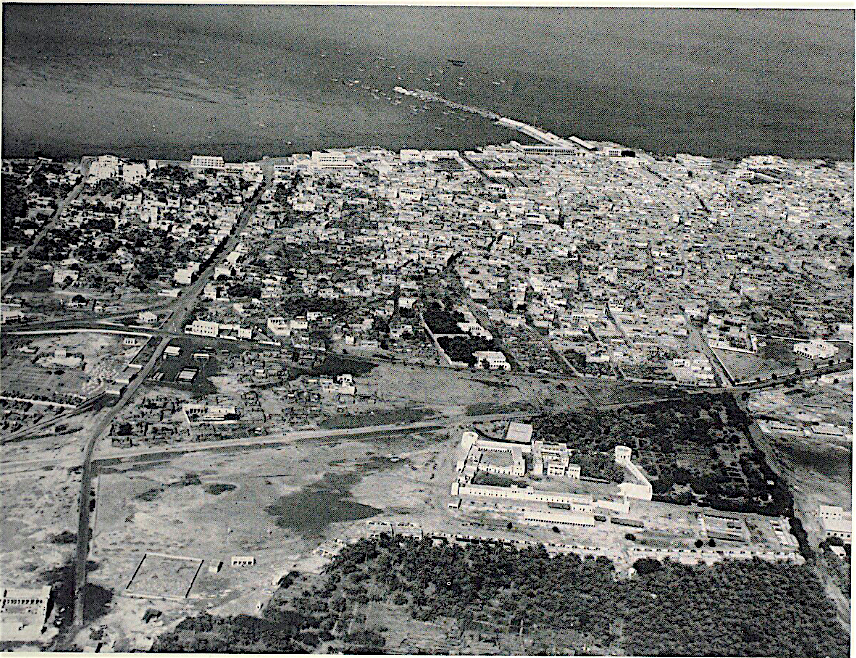
Visió general de Manama, 1953

Després de l'auge del nacionalisme àrab a tot l'Orient Mitjà i provocat per la crisi de Suez el 1956, va esclatar disturbis antibritànics a Manama, organitzats pel Comitè de la Unió Nacional. Tot i que la NUC advocava per manifestacions pacífiques, edificis i empreses pertanyents als europeus (els britànics en particular), així com la principal església catòlica de la ciutat i les benzineres, van ser atacats i incendiats. Les manifestacions celebrades davant la residència política britànica van demanar l'acomiadament de Charles Belgrave, que després va ser destituït per la intervenció directa del Foreign Office l'any següent. Una repressió posterior a la NUC va provocar la dissolució del cos. Un altre aixecament antibritànic va esclatar el març de 1965, encara que liderat predominantment per estudiants que aspiraven a la independència més que per nacionalistes àrabs. El 1968, els britànics van anunciar la seva retirada de Bahrain el 1971. El nou estat independent de Bahrain va designar Manama com a capital.

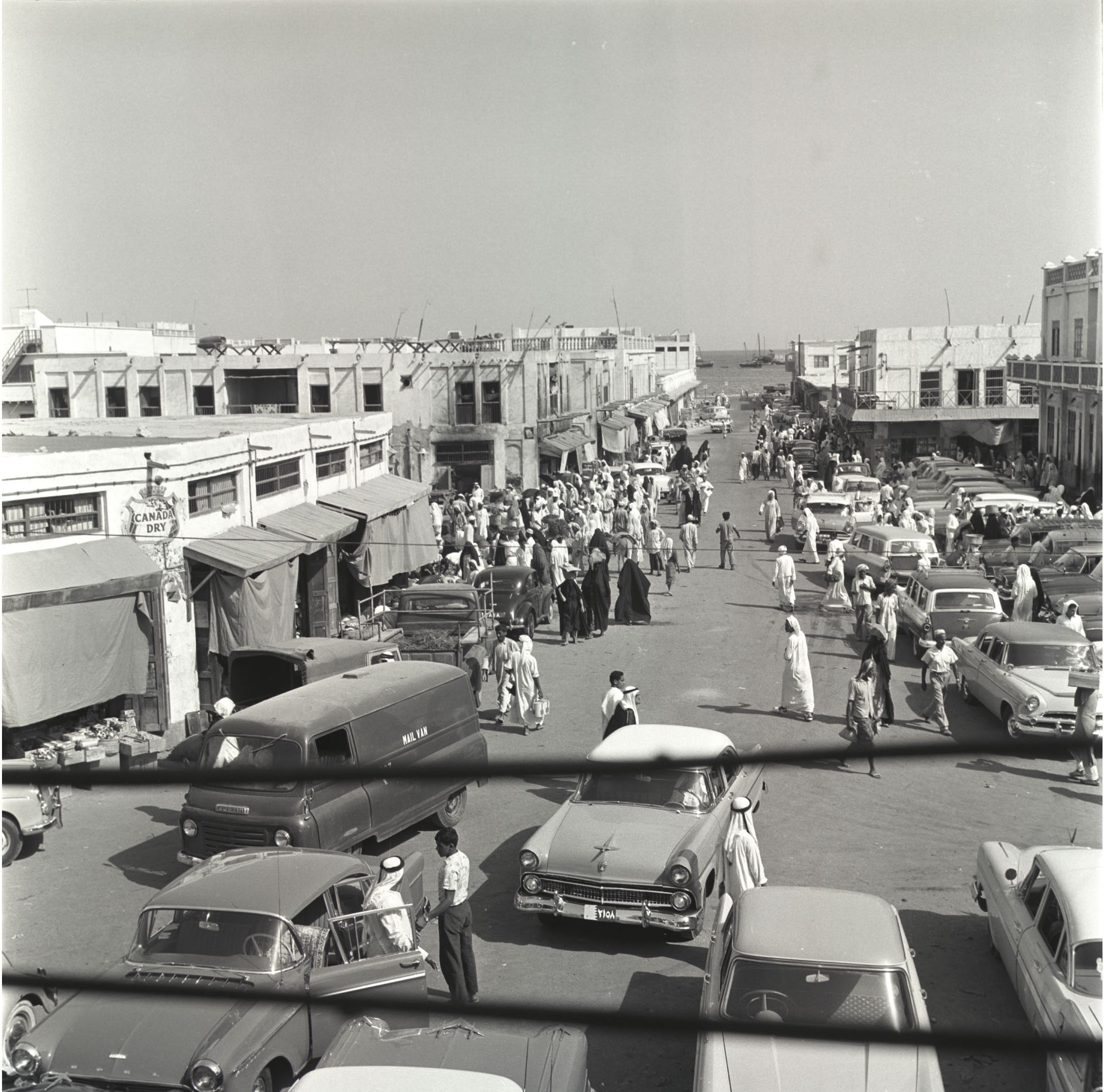
Soc de Manama el 1965

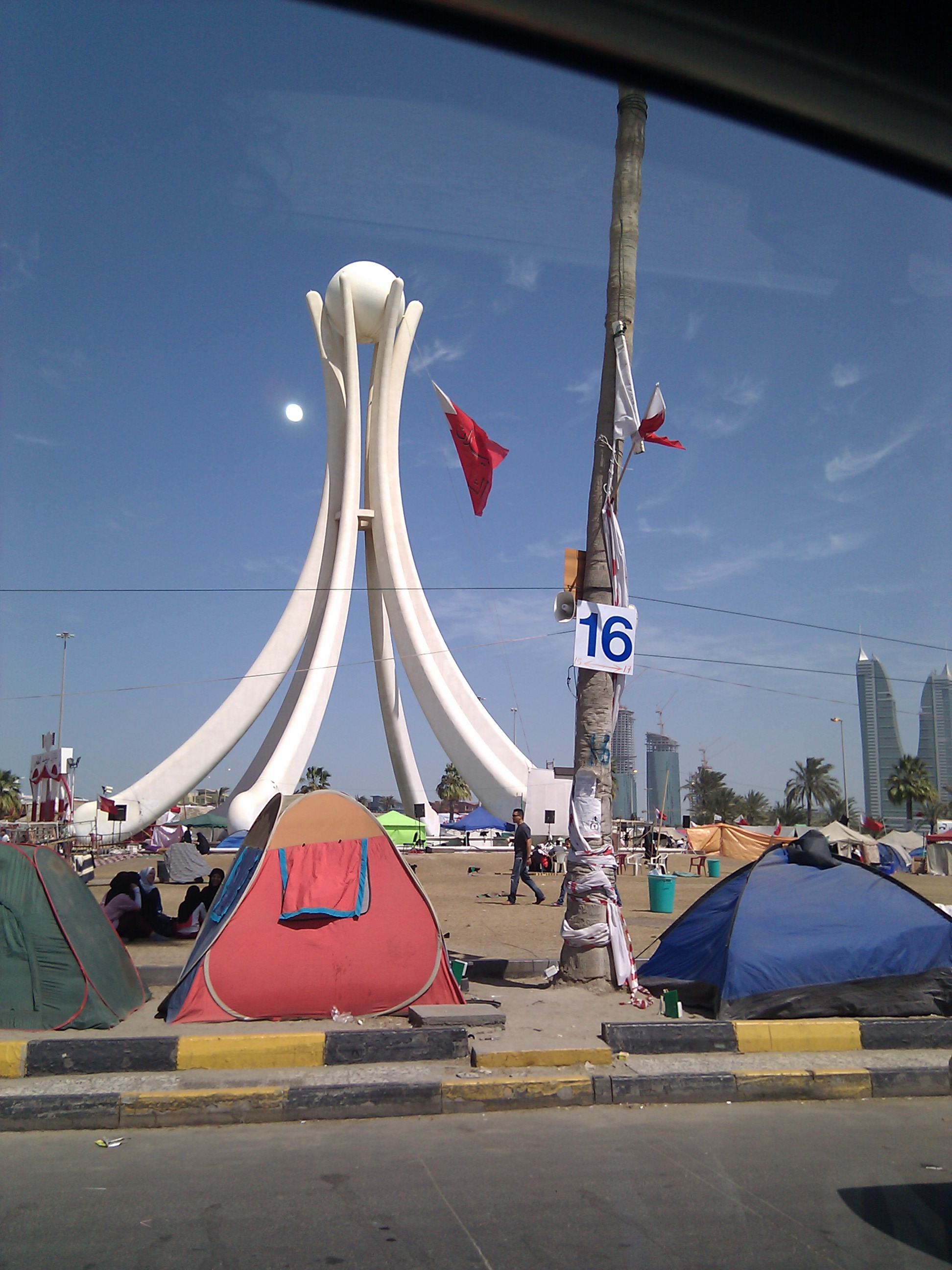
Manifestants a la rotonda de la Perla just abans de ser enderrocada.

Manama després de la independència es va caracteritzar per la ràpida urbanització de la ciutat i la deglució dels pobles i llogarets veïns en una sola àrea urbanitzada, incorporant nous barris com Adliya i Salmaniya. El boom de la construcció va atreure un gran nombre d'estrangers del subcontinent indi i el 1981, els estrangers van superar els bahreïnis en dos a un. La construcció del districte de l'Àrea Diplomàtica al nord-est de la ciutat va ajudar a facilitar la diversificació de l'economia del país a partir del petroli mitjançant l'explotació de la lucrativa indústria financera. Les institucions financeres del districte erel 187 el 1986. L'escassetat de terrenys aptes per a la construcció va portar a la recuperació de terres. L'activisme religiós va emigrar de Manama als districtes suburbans de Bani Jamra, Diraz i Bilad Al Qadeem, punts calents de disturbis durant l'aixecament dels anys noranta que va demanar la reinstauració d'un parlament electe. L'any 2001, la Carta d'Acció Nacional, presentada pel rei Hamad bin Isa al-Khalifa va ser aprovada pels bahreïnis. La carta va donar lloc a les primeres eleccions parlamentàries i municipals en dècades. Altres eleccions el 2006 i el 2010 van portar a l'elecció de partits islamistes, Al Wefaq, Al Menbar i Al Asalah, així com de candidats independents. El 2011, un aixecament durant un mes va provocar la intervenció de les forces del GCC i la proclamació de l'estat d'excepció de tres mesos. La Comissió d'Investigació Independent de Bahrain va publicar un informe de 500 pàgines sobre els esdeveniments del 2011.

## Economia
La base econòmica d'Al-Manama és la mateixa que la de tot Bahrain: el petroli, les refineries de petroli, la construcció de dhows, la pesca i la recol·lecció submarina de perles. Al-Manama té l'Aeroport Internacional de Bahrain a l'illa d'al-Muharraq, a la qual està connectada per un dic. La ciutat també és la seu de la Universitat de Bahrain, fundada el 1986. Entre les seves construccions destaca el Bahrain World Trade Center.

## Cultura
- Beit Al Quran
- Museu Nacional de Bahrain
- Gran Mesquita Al-Fateh

## Administració
Al-Manama també fou un dels dotze municipis de Bahrain, i actualment forma part de la governació de la Capital.

## Clima
Igual que la resta de Bahrain, Al-Manama té unes condicions climàtiques extremes. L'estació més agradable és la tardor, en què no hi ha tant sol i una brisa suau tempera la calor.

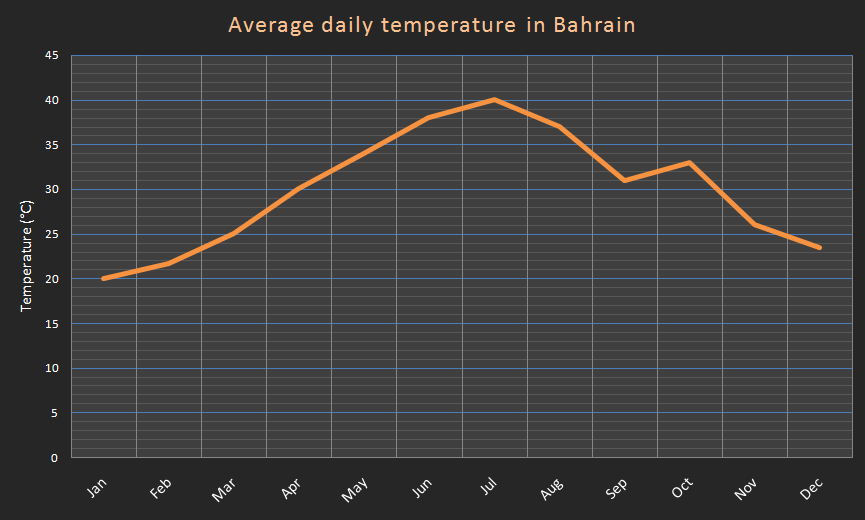
Temperatura mitjana a Bahrain.
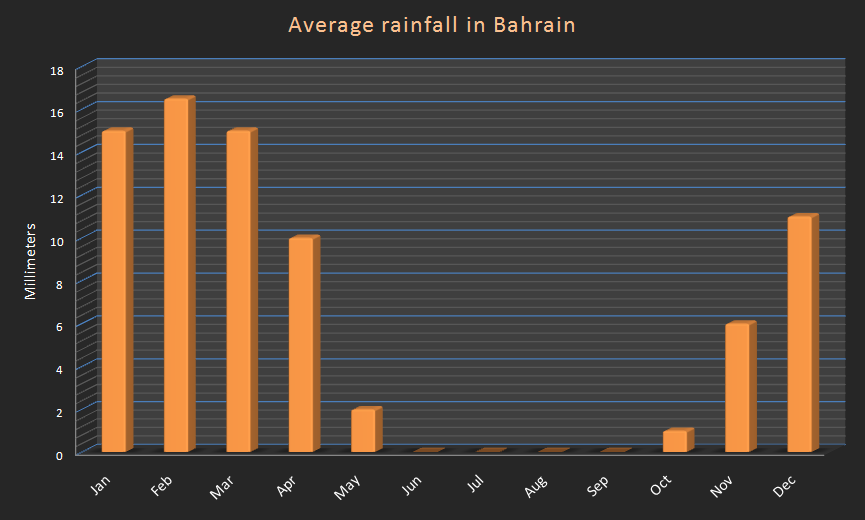
Precipitacions mitjanes a Bahrain en mm.
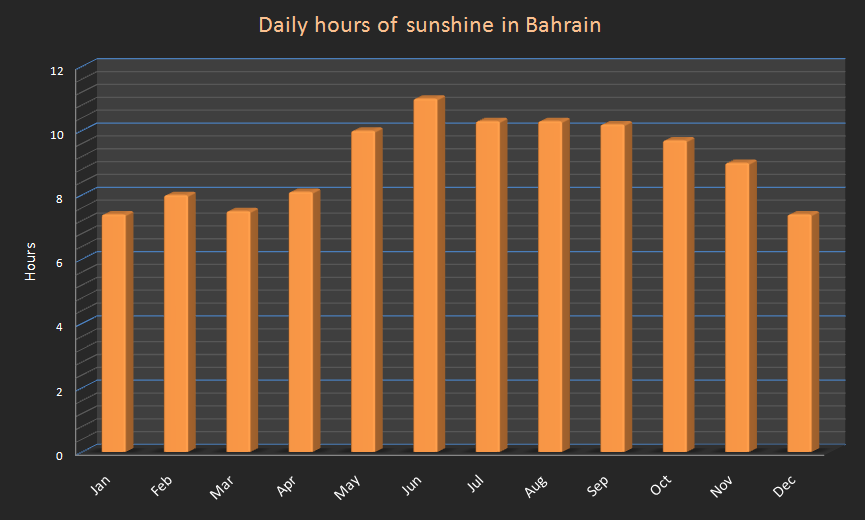
Mitjana d'hores de sol a Bahrain.